# フィッツジェラルド (ミサイル駆逐艦)
| USS Fitzgerald | |
| 艦歴           | |
| 発注           | 1990年2月22日                                                                                              |
| 起工           | 1993年2月9日                                                                                               |
| 進水           | 1994年1月29日                                                                                              |
| 就役           | 1995年10月14日                                                                                             |
| 退役           | |
| その後         | 就役中 |
| 要目           | |
| 排水量         | 満載: 8,362 トン                                                                                           |
| 全長           | 153.9 m (505 ft)                                                                                           |
| 全幅           | 20.1 m (66 ft)                                                                                             |
| 吃水           | 9.4 m (31 ft)                                                                                              |
| 機関           | COGAG方式                                                                                                  |
| 機関           | LM 2500-30ガスタービンエンジン (27,000shp) ×4基                                                            |
| 機関           | 可変ピッチプロペラ（5翅）×2軸                                                                              |
| 最大速         | 31ノット                                                                                                   |
| 航続距離       | 4,400 海里（20ノット時）                                                                                   |
| 乗員           | 士官、兵員 337名                                                                                           |
| 兵装           | Mk.45 mod.2 5インチ単装砲 ×1基                                                                             |
| 兵装           | Mk.38 25mm単装機関砲 ×2基                                                                                  |
| 兵装           | Mk.15 20mmCIWS×2基                                                                                         |
| 兵装           | M2 12.7mm機銃 ×4挺                                                                                         |
| 兵装           | Mk.41 mod.2 VLS ×90セル - SM-2MR/ER SAM - SM-3 ABM - ESSM 短SAM - VLA SUM - トマホーク SLCM などを発射可能 |
| 兵装           | ハープーンSSM 4連装発射筒×2基                                                                              |
| 兵装           | Mk.32 3連装短魚雷発射管×2基                                                                                |
| 艦載機         | ヘリコプター甲板のみ, 格納庫なし                                                                           |
| C4ISTAR        | AWS B/L 5 (Mk.99 GMFCS×3基)                                                                                |
| C4ISTAR        | AN/SQQ-89                                                                                                  |
| センサ         | AN/SPY-1D 多機能レーダー×4面                                                                               |
| センサ         | AN/SPS-67 対水上レーダー×1基                                                                               |
| センサ         | AN/SQS-53C艦首装備ソナー                                                                                   |
| センサ         | AN/SQR-19 曳航ソナー                                                                                       |
| 電子戦         | AN/SLQ-32(V)2 ESM装置                                                                                      |
| 電子戦         | Mk.36 mod.12 デコイ発射装置                                                                                |
| モットー       | Protect your People                                                                                        |

フィッツジェラルド (英語: USS Fitzgerald, DDG-62) は、アメリカ海軍のミサイル駆逐艦。アーレイ・バーク級ミサイル駆逐艦の12番艦。艦名はウィリアム・チャールズ・フィッツジェラルド海軍中尉(William Charles Fitzgerald、1938- 1967)に因む。スタンダードミサイルSM-3を搭載するミサイル防衛対応艦船である。

## 艦歴
フィッツジェラルドはメイン州バスのバス鉄工所で1993年2月9日に起工、1994年1月29日に進水し、1995年10月14日にロードアイランド州ニューポートで就役、カリフォルニア州サンディエゴのサンディエゴ海軍基地が母港となった。
2004年4月初め、フィッツジェラルドは弾道ミサイル迎撃システムの一部として世界的に展開する3隻のミサイル巡洋艦及び15隻のミサイル駆逐艦の一隻であることが発表された。フィッツジェラルドは2004年9月30日に横須賀に到着、第7艦隊に加わり、「Super Swap」として知られる人員交換を行った。駆逐艦「オブライエン」(USS O'Brien, DD-975)の乗員140名がフィッツジェラルドに乗り込み、フィッツジェラルドを操艦してきた95名が退役するオブライエンに乗り込み本国へ帰還した。
2011年3月の東日本大震災発生に際して被災地を救援するトモダチ作戦に参加。行方不明者の捜索と物資の輸送に携わった。
2012年12月、北朝鮮は「人工衛星・光明星3号の打ち上げ」と称する弾道ミサイルの発射を予告する。これに対し米国海軍は黄海に艦艇を展開させ不測の事態に備える。「フィッツジェラルド」は「DDG-65 ベンフォード」と共に12月9日までに当該海域に配備される。他にイージス艦2隻の追加派遣とミサイル追跡艦「T-AGM-23 オブザヴェーション・アイランド」に、海上自衛隊からイージス艦3隻、大韓民国海軍から2隻を加えた10隻態勢で臨む。ミサイルは同月12日に発射される。
2013年4月に北朝鮮が弾道ミサイル発射の姿勢を見せた際にも、朝鮮半島南西沖に出動し警戒に当たった。
2020年6月13日、米海軍は後述の衝突事故の修復工事が完了したフィッツジェラルドを第7艦隊第15駆逐隊から第3艦隊第1駆逐隊に配置換えして、カリフォルニア州サンディエゴを母港とすると発表した。

### 衝突事故

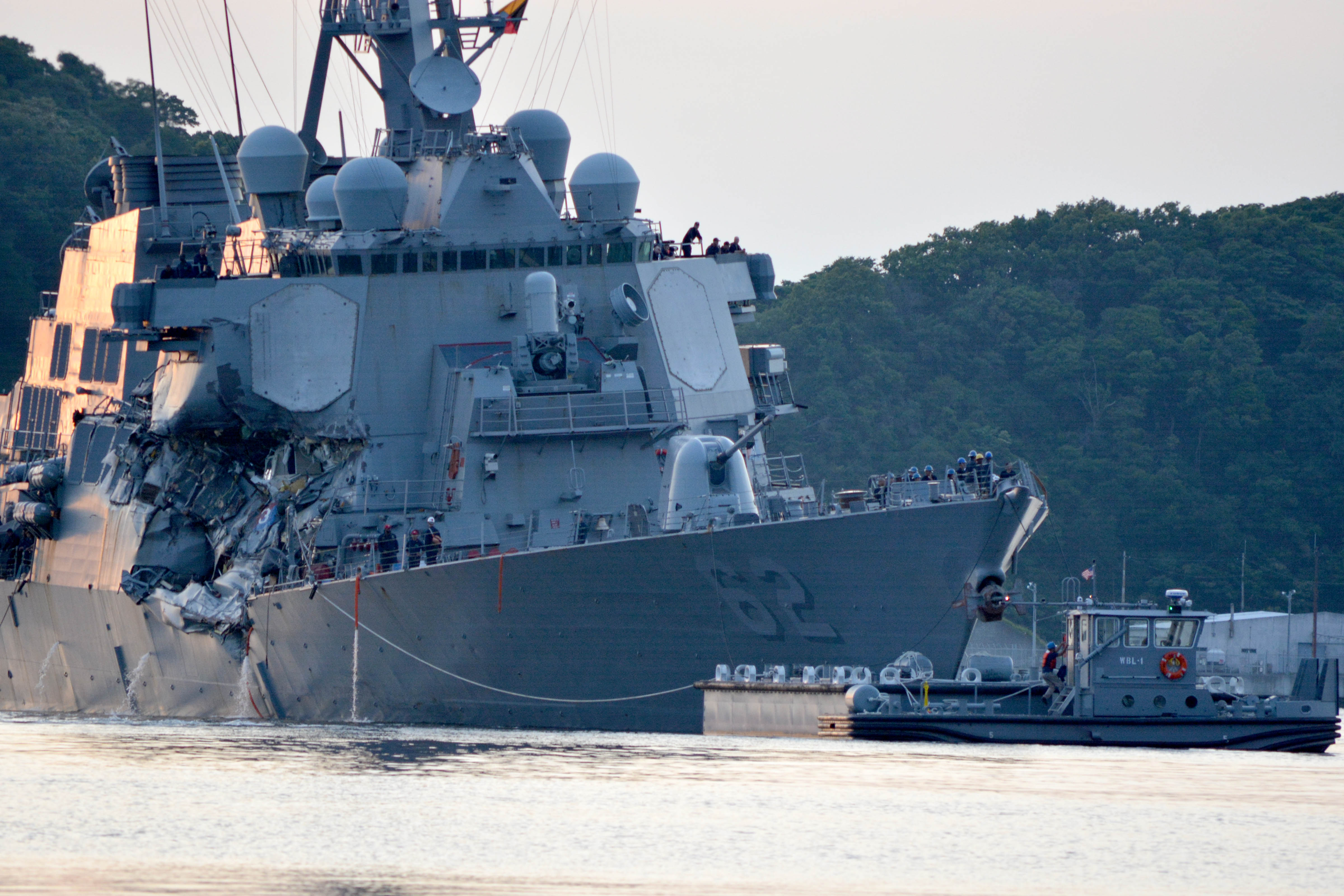
衝突事故で破損した右舷

2017年6月16日午後横須賀を出港し、17日未明、静岡県賀茂郡南伊豆町沖を航行中にフィリピン船籍のコンテナ船ACX クリスタルと衝突。右舷前方の居住区・通信・機械室近辺が大破・浸水した。この事故で、居住区などにいた7名が艦内浸水区画で死亡した他、艦長のブライス・ベンソン中佐ら3人が負傷した。なお、艦長は水面上では最も損傷が激しかった右舷の上級士官居住区にある艦長室にて負傷した。
フィッツジェラルドは事故後しばらくは自力航行していたが、事故をうけ横須賀から派遣されたタグボート2隻が到着後はタグボートに曳航され、浸水区画から排水しながら17日夜に横須賀基地に帰港した。横須賀帰港後はしばらく埠頭付けで応急修理を行っていたが、7月11日午前に横須賀海軍施設内ドックに入渠した。
同年8月17日に事故責任として海軍は、艦長や副艦長らを解任し、事故当時に見張りに就いていた乗組員ら約10人を処分した。海軍作戦副部長は国防総省での会見で、フィッツジェラルドが20ノットの速度で航行中、当時艦橋にいた乗組員らが周囲の状況把握を怠ったと指摘。コンテナ船に気付いたときには、既に衝突を回避する時間がなかったという。この事故では、元艦長と大尉2人、中尉1人が職務怠慢、艦体を危険にさらした罪、過失致死などの罪で訴追され軍法会議にかけられている。
同年10月8日に艦体は応急水密修理し出渠、イージスシステム本体修理は米本国で行うためオランダの重量運搬専門海運会社のドックワイズ所有半潜水型重量物運搬船トレジャーが同じ横須賀所属ジョン・S・マケインをシンガポールのチャンギ海軍基地からの移送後積み替えを待っていたが移送中ジョン・S・マケインに亀裂が発見され台風が接近する可能性もあり、急遽フィリピンスービック海軍基地へ回航され重量運搬船の到着が見通せなくなり代わりに同じドックワイズ所有の同型船トランス・シェルフが手配され、11月20日到着し、24日に搭載、25日浮上後船体に船体積み付け作業時に発生した破孔が発見され、運搬船積載のまま横須賀へ接岸し水密作業後の12月9日出港した。
修復費用は3億9,800万ドルほどになり、これには1500万ドル以上となるSPY-1Dの新規購入費用も含まれる。上部構造にゆがみが生じたためSPY-1レーダーに問題が生じる可能性があり修復を疑問視する声もあったが海軍は修復を進める方針を決定している。
2018年1月にミシシッピー州パスカグーラインガルス造船所に到着、まず乾ドックにて外装修理を集中的に施し、2019年4月に出渠し埠頭係留のままイージスシステムを含むC5I能力（Command, Control, Communications, Computers, Collaboration, and Intelligence）などを中心に修復及び刷新処理が行われている。
2017年はこれ以外にも1月のイージス巡洋艦アンティータムの人為的ミスによる座礁事故、8月のイージス駆逐艦ジョン・S・マケインのタンカー衝突事故と太平洋艦隊所属艦艇の衝突事故が相次いだ。この事態を受け米海軍は運用慣行の「包括的な見直し」を行うための「運用一時停止」を指示、同年8月21日の全艦艇の運用一時停止を命じたほか、海軍中将ジョセフ・P・アーコインを第7艦隊司令官から解任した。
2019年8月29日、日本の運輸安全委員会は本件に関する事故報告書を公表した。

## クレスト
フィッツジェラルドのクレストは、フィッツジェラルド家の盾形の紋章（赤い十字を備えた白い楯）が元となっている。楯は防御を意味し、赤の十字は強さを意味する。また、赤色は勇気と行動を意味する。この伝統的なデザインは4つのシロツメグサと金の小環が織り交ぜられた青い十字が加えられて修正された。青の十字はベトナム戦争で英雄的な行動を取ったフィッツジェラルド中尉にその死後与えられた海軍殊勲章を記念している。金の小環は永遠に続く希望、忠誠と調和を意味する。
4つのシロツメグサはフィッツジェラルド中尉のアイルランドの家族および遺産を表す。